# 马村街道
马村街道，是中华人民共和国河南省焦作市马村区下辖的一个乡镇级行政单位。

## 行政区划
马村街道下辖以下地区：
阳光社区、丽园社区、水采社区和颐春社区。